# Quettreville-sur-Sienne
Pour l’article homonyme, voir Quettreville-sur-Sienne (commune déléguée).
Quettreville-sur-Sienne est une commune française, située dans le département de la Manche en région Normandie, peuplée de 3 181 habitants.
Elle est créée le 1er janvier 2016 sous le statut de commune nouvelle après la fusion de Quettreville-sur-Sienne (commune déléguée) et de Hyenville (commune déléguée), puis élargie en 2019 à Contrières (commune déléguée), Guéhébert (commune déléguée), Trelly (commune déléguée) et Hérenguerville (commune déléguée).

## Géographie

### Communes limitrophes
| Montmartin-sur-Mer                     | Orval sur Sienne        | Orval sur Sienne   |
| Hérenguerville, Annoville, Lingreville | Quettreville-sur-Sienne | Contrières, Trelly |
| Muneville-sur-Mer                      | Cérences                | Cérences           |

### Hydrographie
La commune est située dans le bassin Seine-Normandie. Elle est drainée par la Sienne, la Vanne, un bras de la Vanne, le Cagnard, le Cliquet, le cours d'eau 01 de la Bouillonnière, le cours d'eau 01 de la Graffardière, le cours d'eau 01 de la Grande Patinière, le cours d'eau 01 de la Grasserie, le cours d'eau 01 de la Huguenoterie, le cours d'eau 01 de la Raulinerie, le cours d'eau 01 de la Vincentière, le cours d'eau 01 de Quettreville-sur-Sienne, le cours d'eau 01 du Pont Cée, le cours d'eau 07 de la Chevalerie, le cours d'eau 25 du Manoir, le fossé 01 de la Crémière, le fossé 01 de la Rampotière, le fossé 02 de la Normanderie, le fossé 02 du Village de Bas, le ruisseau de Beaudebec, le ruisseau du Bouillon, le ruisseau du Pont Cee, le ruisseau Fessée, le Torvet et divers autres petits cours d'eau,.
La Sienne, d'une longueur de 93 km, prend sa source dans la commune de Noues de Sienne et se jette  dans le golfe de Saint-Malo en limite de Agon-Coutainville et de Regnéville-sur-Mer, après avoir traversé 21 communes. 

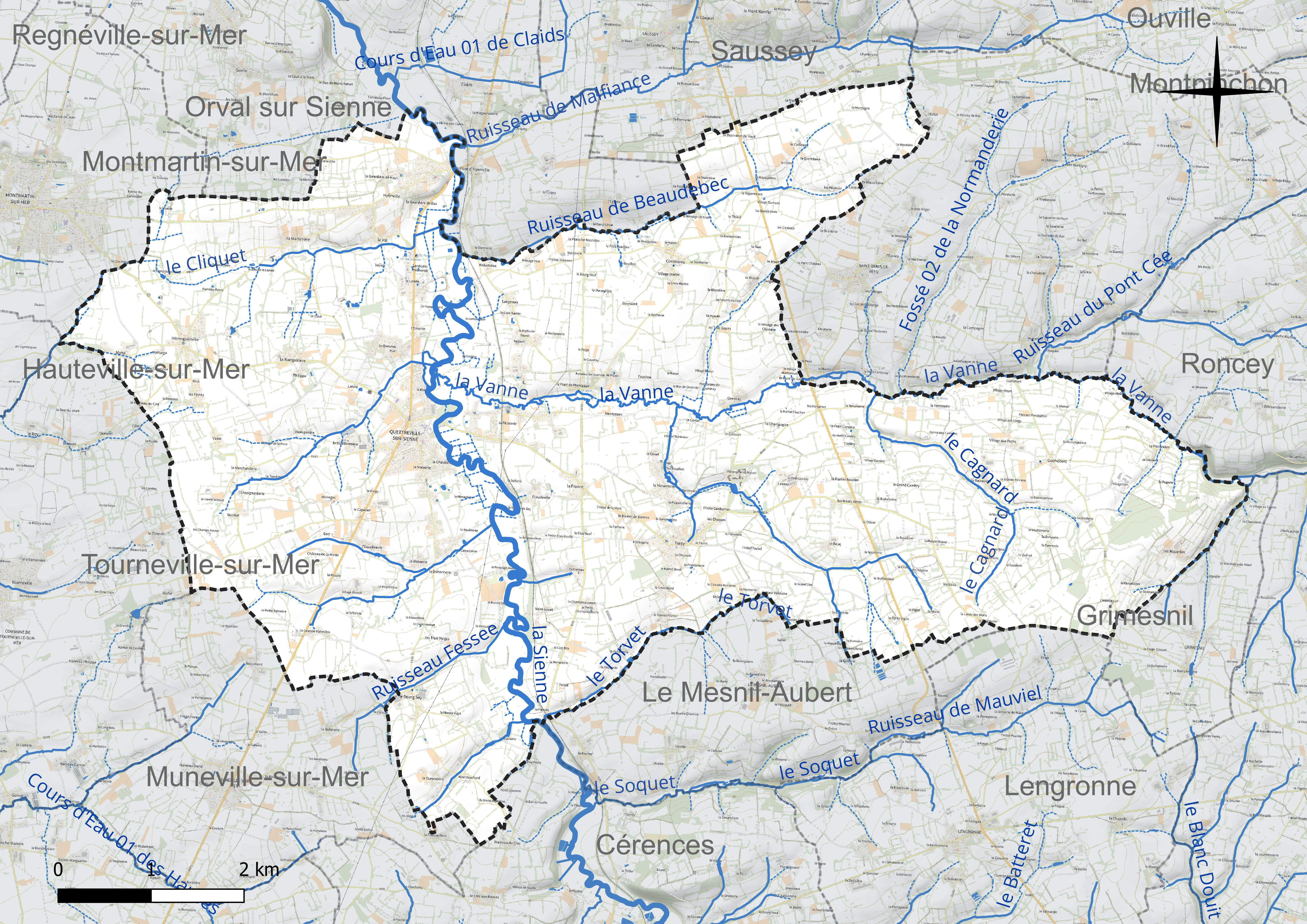
Réseau hydrographique de Quettreville-sur-Sienne.

La Vanne, d'une longueur de 20 km, prend sa source dans la commune de Notre-Dame-de-Cenilly et se jette  dans la Sienne sur la commune, après avoir traversé sept communes. 

### Climat
Pour des articles plus généraux, voir Climat de la Normandie et Climat de la Manche.
En 2010, le climat de la commune est de type climat océanique franc, selon une étude du CNRS s'appuyant sur une série de données couvrant la période 1971-2000. En 2020, Météo-France publie une typologie des climats de la France métropolitaine dans laquelle la commune est exposée à un climat océanique et est dans la région climatique Normandie (Cotentin, Orne), caractérisée par une pluviométrie relativement élevée (850 mm/a) et un été frais (15,5 °C) et venté. Parallèlement le GIEC normand, un groupe régional d’experts sur le climat, différencie quant à lui, dans une étude de 2020, trois grands types de climats pour la région Normandie, nuancés à une échelle plus fine par les facteurs géographiques locaux. La commune est, selon ce zonage, exposée à un « climat maritime », correspondant au Cotentin et à l'ouest du département de la Manche, frais, humide et pluvieux, où les contrastes pluviométrique et thermique sont parfois très prononcés en quelques kilomètres quand le relief est marqué.
Pour la période 1971-2000, la température annuelle moyenne est de 11,1 °C, avec une amplitude thermique annuelle de 11,6 °C. Le cumul annuel moyen de précipitations est de 955 mm, avec 13,8 jours de précipitations en janvier et 8,2 jours en juillet. Pour la période 1991-2020, la température moyenne annuelle observée sur la station météorologique la plus proche, située sur la commune de Coutances à 9 km à vol d'oiseau, est de 11,7 °C et le cumul annuel moyen de précipitations est de 1 092,8 mm,. Pour l'avenir, les paramètres climatiques de la commune estimés pour 2050 selon différents scénarios d’émission de gaz à effet de serre sont consultables sur un site dédié publié par Météo-France en novembre 2022.

## Urbanisme

### Typologie
Au 1er janvier 2024, Quettreville-sur-Sienne est catégorisée commune rurale à habitat dispersé, selon la nouvelle grille communale de densité à sept niveaux définie par l'Insee en 2022.
Elle est située hors unité urbaine. Par ailleurs la commune fait partie de l'aire d'attraction de Coutances, dont elle est une commune de la couronne,. Cette aire, qui regroupe 37 communes, est catégorisée dans les aires de moins de 50 000 habitants,.

## Toponymie
Le nom de la localité est attesté sous les formes Chetelvilla entre 1124 et 1133, Ketelvilla (probablement dérivé de Ketil + villa) vers 1180, Ketrevilla en 1205.
Il s'est transformé ensuite en Quettreville, puis, en 1926, en Quettreville-sur-Sienne, en y ajoutant le nom de la rivière qui traverse la commune.

## Histoire

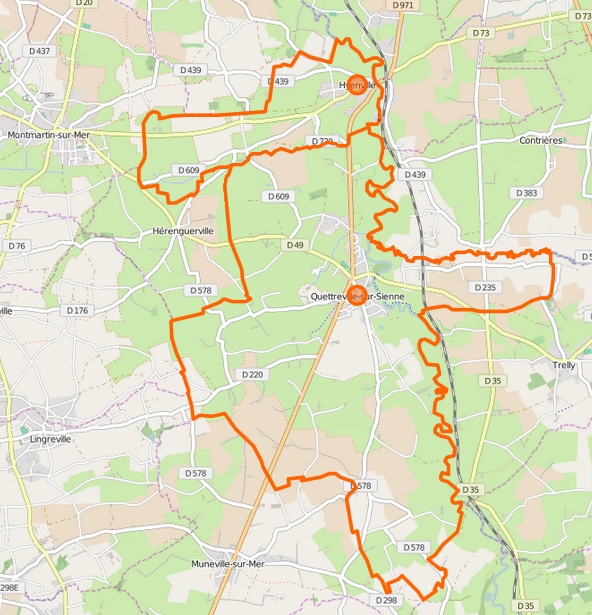
Carte de la commune nouvelle en 2016.

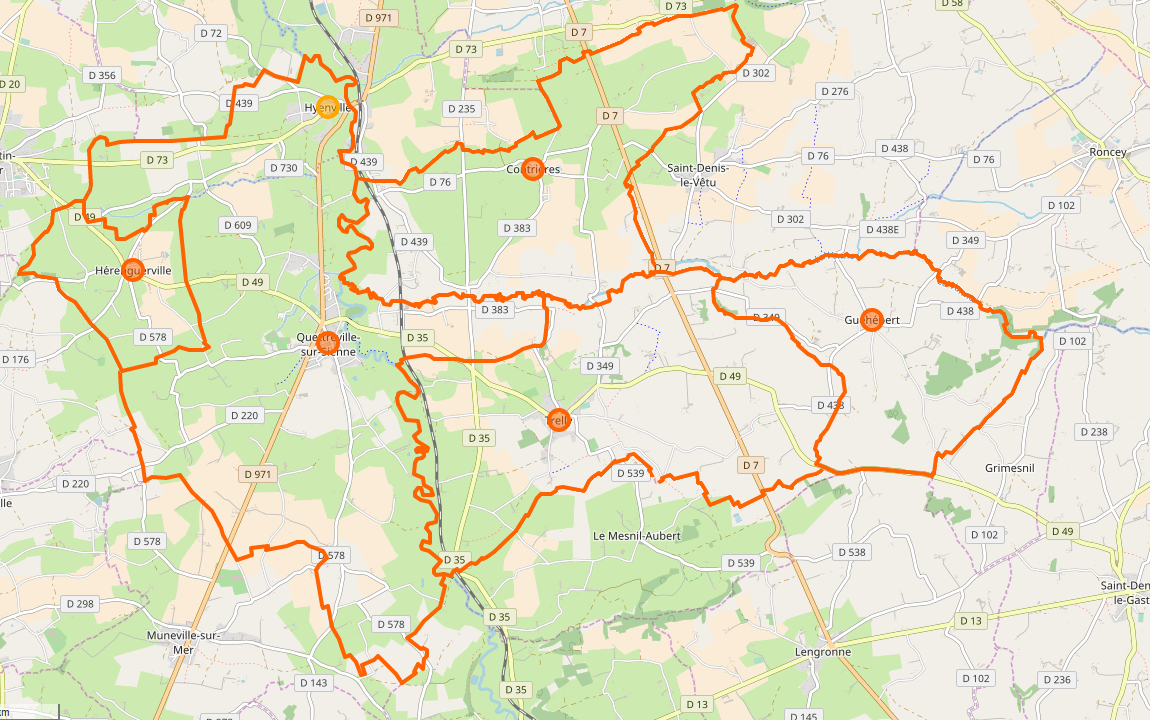
Carte de la commune nouvelle en 2019.

L'histoire de la commune est celle des anciennes communes fusionnées.
Courant 2015, les communes de Quettreville-sur-Sienne (commune déléguée) et de Hyenville décident créer une commune nouvelle baptisée Quettreville-sur-Sienne qui doit voir le jour le 1er janvier 2016. L'arrêté préfectoral fixant les conditions a été publié le 4 novembre 2015.
En février 2018, les maires de Contrières, Trelly et Hérenguerville ont exprimé le souhait de rejoindre la commune nouvelle rejoint au mois d'avril par Guéhébert. Le projet est entériné le 7 juin 2018 par un vote simultané des différents conseils municipaux.
L'arrêté préfectoral fixant les conditions a été publié le 11 septembre 2018 modifié le 27 septembre 2018 par omission des traits d’union dans le libellé du nom de la commune.

## Politique et administration
| Nom                                    | Code Insee | Intercommunalité           | Superficie (km2) | Population (dernière pop. légale) | Densité (hab./km2) |
| -------------------------------------- | ---------- | -------------------------- | ---------------- | --------------------------------- | ------------------ |
| Quettreville-sur-Sienne (c.d.) (siège) | 50P22      | CC Coutances Mer et Bocage | 16,14            | 1 443 (2021)                      | 89                 |
| Contrières                             | 50140      | CC Coutances Mer et Bocage | 9,12             | 372 (2021)                        | 41                 |
| Guéhébert                              | 50223      | CC Coutances Mer et Bocage | 6,29             | 137 (2021)                        | 22                 |
| Hérenguerville                         | 50244      | CC Coutances Mer et Bocage | 2,71             | 202 (2021)                        | 75                 |
| Hyenville                              | 50255      | CC Coutances Mer et Bocage | 3,39             | 365 (2021)                        | 108                |
| Trelly                                 | 50605      | CC Coutances Mer et Bocage | 11,77            | 669 (2021)                        | 57                 |

### Liste des maires
| Période      | Période  | Identité    | Étiquette | Qualité                                         |
| ------------ | -------- | ----------- | --------- | ----------------------------------------------- |
| janvier 2016 | En cours | Guy Geyelin | DVD       | Directeur en maintenance industrielle, retraité |

## Démographie
L'évolution du nombre d'habitants est connue à travers les recensements de la population effectués dans la commune depuis sa création.
En 2022, la commune comptait 3 181 habitants, en évolution de +73,92 % par rapport à 2016 (Manche : −0,31 %, France hors Mayotte : +2,11 %).
| 2014  | 2015  | 2016  | 2017  | 2022  |
| ----- | ----- | ----- | ----- | ----- |
| 1 820 | 1 824 | 1 829 | 3 194 | 3 181 |

## Culture locale et patrimoine

### Lieux et monuments
Les lieux et monuments de la commune sont ceux des anciennes communes fusionnées.
- Église Notre-Dame-et-Sainte-Agathe de Quettreville-sur-Sienne.
- Manoir de Quettreville.
- Manoir des Marais.

### Personnalités liées à la commune
- Louis Beuve (1869 à Quettreville-sur-Sienne - 1949 à Quettreville-sur-Sienne), poète écrivant en normand et dont la renommée subsiste encore de nos jours dans le Cotentin et dans les îles Anglo-Normandes.
- Jacques Simon (1875 -1965), peintre et graveur de scènes du bocage normand, ayant réalisé les vitraux de l'église Notre-Dame-et-Sainte-Agathe[49].
- Joseph Chasles (1921 à Quettreville-sur-Sienne - 2005), marin de la France libre dès le 28 août 1940. Quartier-maître canonnier. Fixé en Périgord où il décéda, il résidait à Thiviers.